# Campionati africani di lotta 2013
I campionati africani di lotta 2013 sono stati la 29ª edizione della manifestazione continentale organizzata dalla FILA. Si sono svolti dal 2 maggio 2013 a N'Djamena, in Ciad.

## Podi

### Uomini

#### Lotta libera
| Evento | Oro                     | Argento                | Bronzo                                  |
| 55 kg  | Ibrahim Mahmud Muhammad | Bienvenu Andriamalala  | Marco Coetzee Mohamed Nazih             |
| 60 kg  | Jean Bernard Diatta     | Radouan Oulad Bentlea  | Moudeina Tchoupsla Mahmud Abd al-Wahhab |
| 66 kg  | Ijad Ibrahim Chalil     | Quintino Intipe        | Rabah Siramdane Hajsam Bilajisz         |
| 74 kg  | Zijad Ajt Ikram         | Hamza al-Musawi        | Romeo Djoumessi Mohamed Karbouchi       |
| 84 kg  | Adnan ar-Rahimi         | Muhammad Ahmad Isma’il | Eric Obougou Muhammad Rijad al-Wafi     |
| 96 kg  | Rochdi Rahimi           | Rida Hinani            | Elvis Nfoukau Sinivie Boltic            |
| 120 kg | Salim at-Tarabulusi     | Nour Ahmed Nour        | Claude Kouamen Mbianga                  |

### Lotta greco-romana
| Evento | Oro                 | Argento                | Bronzo                      |
| 55 kg  | Rabi Taha           | Mohamed Bouterfassa    | Fu’ad Fadżdżari             |
| 60 kg  | Sajjid Abd al-Munim | Motaz Dsediat          | Othmane Badry               |
| 66 kg  | Jihad Khelifi       | Akram Budżamalin       | Ahamed Samorah Issa Djackna |
| 74 kg  | Zijad Ajt Ikram     | Belkazem Anis Benabidi | Aziz Bu Allam               |
| 84 kg  | Hajkal al-Aszuri    | Muhammad Rijad al-Wafi | Muhammad Ahmad Isma’il      |
| 96 kg  | Mustafa Farahat     | Rida Hinani            | Basile Dieudonnie           |
| 120 kg | Radwan asz-Szabbi   | Maurice Abatam         | Zakaria Echiheb             |

## Donne

### Lotta libera
| Evento | Oro                | Argento              | Bronzo             |
| 48 kg  | Marwa Mizjan       | Rebecca Muambo       | Nahamie Sambou     |
| 51 kg  | Isabelle Sambou    | Odunayo Adekuoroye   | Hedia Trabelsi     |
| 55 kg  | Marwa al-Amiri     | Joseph Essombe Taiko | Parfaite Msmbou    |
| 59 kg  | Hela Riabi         | Norma Gordon         | Safiétou Goudiaby  |
| 63 kg  | Blessing Oborududu | Zumicke Geringer     | Badi Bravour       |
| 67 kg  | Inas Mustafa Jusuf | Anta Sambou          | Ifeoma Iheanacho   |
| 72 kg  | Angele Tomo        | Nadija Antar         | Sire Fina Diedhiou |

## Medagliere
La nazione ospitante è evidenziata.
| Pos.   | Paese          | Oro | Argento | Bronzo | Totale |
| ------ | -------------- | --- | ------- | ------ | ------ |
| 1      | Tunisia        | 11  | 0       | 2      | 13     |
| 2      | Egitto         | 6   | 3       | 2      | 11     |
| 3      | Senegal        | 2   | 1       | 3      | 6      |
| 4      | Camerun        | 1   | 2       | 4      | 7      |
| 5      | Nigeria        | 1   | 1       | 2      | 4      |
| 6      | Algeria        | 0   | 6       | 2      | 8      |
| 7      | Marocco        | 0   | 3       | 7      | 10     |
| 8      | Sudafrica      | 0   | 2       | 1      | 3      |
| 9      | Ciad           | 0   | 1       | 4      | 5      |
| 10     | Madagascar     | 0   | 1       | 0      | 1      |
| 10     | Guinea-Bissau  | 0   | 1       | 0      | 1      |
| 12     | Rep. del Congo | 0   | 0       | 1      | 1      |
| Totale | Totale         | 21  | 21      | 28     | 70     |